# Амелія (округ, Вірджинія)
Шаблон:StateAbbr_ 37°20′ пн. ш. 77°59′ зх. д. / 37.34° пн. ш. 77.98° зх. д.
Округ Амелія (англ. Amelia County) — округ (графство) у штаті Вірджинія, США. Ідентифікатор округу 51007.

## Історія
Округ утворений 1734 року.

## Демографія
За даними перепису 2000 року загальне населення округу становило 11400 осіб, усе сільське. Серед мешканців округу чоловіків було 5622, а жінок — 5778. В окрузі було 4240 домогосподарств, 3177 родин, які мешкали в 4609 будинках. Середній розмір родини становив 3,07.
Віковий розподіл населення поданий у таблиці:
| Стать    | До 15 років | 15-21 | 22-29 | 30-39 | 40-49 | 50-65 | 65-85 | Понад 85 |
| -------- | ----------- | ----- | ----- | ----- | ----- | ----- | ----- | -------- |
| Чоловіки | 1216        | 521   | 474   | 855   | 892   | 1016  | 585   | 63       |
| Жінки    | 1131        | 465   | 499   | 842   | 916   | 1059  | 716   | 150      |

## Суміжні округи
- Паугатен — північ
- Честерфілд — схід
- Динвідді — південний схід
- Ноттовей — південь
- Принс-Едвард — південний захід
- Камберленд — захід

## Виноски
1. ↑  U.S. Decennial Census. United States Census Bureau. Архів оригіналу за 26 квітня 2015. Процитовано 31 грудня 2013.
2. ↑  Historical Census Browser. University of Virginia Library. Архів оригіналу за 11 серпня 2012. Процитовано 31 грудня 2013.
3. ↑  Population of Counties by Decennial Census: 1900 to 1990. United States Census Bureau. Архів оригіналу за 15 грудня 2013. Процитовано 31 грудня 2013.
4. ↑  Census 2000 PHC-T-4. Ranking Tables for Counties: 1990 and 2000 (PDF). United States Census Bureau. Архів оригіналу (PDF) за 18 грудня 2014. Процитовано 31 грудня 2013.
5. ↑  State & County QuickFacts. United States Census Bureau. Архів оригіналу за 5 вересня 2015. Процитовано 31 грудня 2013. [Архівовано 2011-06-07 у Wayback Machine.](англ.) Наведено за англійською вікіпедією.
6. ↑  American FactFinder. Бюро перепису населення США. Архів оригіналу за 26 лютого 2012. Процитовано 31 січня 2008. [Архівовано 2008-05-21 у Wayback Machine.]

| США | Це незавершена стаття з географії США. Ви можете допомогти проєкту, виправивши або дописавши її. |